# Norilskspoorlijn
De Norilskspoorlijn (Russisch: Норильская железная дорога; Norilskaja zjeleznaja doroga) in Rusland is een van de noordelijkste spoorlijnen van de wereld, en de langste geïsoleerde spoorlijn van het land. De spoorlijn is gelegen in het noorden van de kraj Krasnojarsk ten zuiden van het schiereiland Tajmyr en verbindt de mijnbouwsteden Talnach, Norilsk en Kajerkan met de havenstad Doedinka aan de Jenisej. De spoorlijn heeft een spoorbreedte van 1520 mm (breedspoor) en werd gedeeltelijk aangelegd door goelagdwangarbeiders van de Norillag. De spoorlijn is onderdeel van het mijnbouw-metallurgische bedrijf Norilsk Nikkel en behoort daardoor niet tot de Russische spoorwegen.

## Geschiedenis
In 1935 werd door de regering van de Sovjet-Unie besloten tot de aanleg van een spoorlijn naar de 'winterverblijven van Norilsk' (Норильского зимовья) die daar al sinds de 19e eeuw waren gelegen. De spoorlijn hield verband met de grootschalige ontwikkeling van het delfstoffengebied in het Poetoranagebergte als onderdeel van de industrialisatie. In hetzelfde jaar werden de eerste meters smalspoor aangelegd. De spoorlijn verbond de toenmalige mijnen met de aanlegplaats aan de rivier de Norilskaja en had een lengte van 14 kilometer met een spoorbreedte van 750 mm (standaard voor binnenlandse spoorlijnen). In februari 1936 reed de eerste trein over de spoorlijn.
Via de kade aan de Norilskaja werden alle benodigde constructiematerialen voor de bouw van het staats-mijnbouw-metallurgisch kombinaat van Norilsk (nu Norilsk Nikkel) aangevoerd vanuit het "continent" (Norilsk en omgeving werd en wordt vaak gezien als een eiland dat gescheiden is van het "continent" of "vasteland"; de rest van Rusland dat verbonden is door wegen en spoorwegen). De waterwegen waarover de materialen werden aangevoerd (via de Jenisej, Karazee, Pjasina, het Pjasinomeer en de Norilskaja) waren echter vanaf het begin te smal, waardoor alles met kleine boten moest worden vervoerd en bovendien moest hiervoor een lange weg worden afgelegd. In juni 1936 werd daarom besloten tot de aanleg van een langere spoorlijn, namelijk van de nederzetting Norilsk naar de havenplaats Doedinka, een smalspoorlijn van 114 kilometer.

### Eerste treinen tussen Doedinka en Norilsk
Op 18 mei 1937 vertrok de eerste trein van Doedinka naar Norilsk, om deze plaats na drie dagen te bereiken. In die tijd begon echter ook de lente en doordat voor sommige gedeelten van de spoorlijn gewoon ijs was gebruikt als fundering, raakten door het smelten van het ijs gedeelten van de spoorlijn vernield. In juni stopte daarop het transport over het spoor. Tegen de winter was echter een nieuwe verbeterde fundering voor de spoorlijn aangelegd, waarop nu constant treinen begonnen te rijden. Ongeveer elke 24 uur kwam er een trein en met goede weersomstandigheden zelfs elke 10 tot 12 uur. De snelheid was echter afhankelijk van hoe snel de sneeuw voor de locomotief kon worden geruimd en ook kwam het voor dat de trein raakte ingesneeuwd. Eenmaal duurde het zelfs 22 dagen voordat een trein vanuit Doedinka in Norilsk arriveerde. Er werden daarop 'sneeuwtunnels' gebouwd enkele meters boven de spoorlijn. Eind jaren 30 werden een aantal van deze 'bovengrondse tunnels' gebouwd van boomstammen, die bij extreme weersomstandigheden werden afgesloten. Sommige toegangen werden alleen vlak voor het binnenrijden van de trein geopend en daarna meteen weer gesloten.
In 1940 werd de Norilskspoorlijn een aparte divisie van het kombinaat. In 1944 lag er inclusief alle spoorlijnen naar de mijnen al 216 kilometer spoorlijn.

### Breedspoor
Door het smalspoor en de relatief lage capaciteit werd de ontwikkeling van het kombinaat van Norilsk gehinderd en vanaf het begin was duidelijk dat er een breedspoorlijn zou moeten komen. In de zomer van 1941 werd alvast rollend materieel geschikt voor breedspoor aangeleverd per boot in Doedinka vanuit het "continent". In augustus 1941 werd bij Norilsk begonnen met de vervanging van de bestaande smalspoorlijn door een breedspoorlijn (1524 mm). In totaal werd ten minste 5 kilometer vervangen. Norilsk was van groot belang voor de defensie-industrie van de Sovjet-Unie in de Tweede Wereldoorlog en er werd dan ook hard gewerkt aan de uitbreiding van de capaciteit ervan. In 1942 werd de smalspoorlijn van Norilsk naar de mijnen ten zuidwesten van de stad geëlektrificeerd. In 1946 was duidelijk geworden dat zonder een breedspoorlijn de groei van het kombinaat werd gehinderd en er werd daarom opdracht gegeven voor een snelle vervanging van het huidige spoor door breedspoor. Er werd voorzien in een 'interne' sectie tussen Norilsk en Kajerkan en er werd een nieuwe korte verbinding aangelegd tussen Doedinka en Norilsk. In juli 1950 vertrok de eerste trein over breedspoor van Norilsk naar Kajerkan en op 22 november 1952 reed de eerste trein over breedspoor van Doedinka naar Norilsk. Binnen twee jaar was al het spoor vervangen door breedspoor. Het vervoer over smalspoor stopte en het spoor werd verwijderd in 1953.

### Grote Noordelijke Magistraal
In de plannen van die tijd zou Doedinka een spoorverbinding moeten krijgen met de stad Igarka aan de Jenisej als onderdeel van een plan om Igarka te verbinden met Salechard en daarmee met het Russische binnenland (Stalin voorzag zelfs op de lange termijn een spoorlijn naar Tsjoekotka). Dit plan voor de Grote Noordelijke Magistraal was opgedeeld in twee projecten: Projekt 501 begon vanaf Salechard en Projekt 503 vanaf Igarka met de aanleg. Rekening houdend met de toekomstige aansluiting, werd in Norilsk een enorm monumentaal spoorstation gebouwd. Doordat Stalin plotseling kwam te overlijden in 1953, vervielen echter ook zijn plannen en de bouw aan de spoorlijn werd gestopt in 1954, waardoor 700 kilometer spoorlijn voor niets was aangelegd door goelagdwangarbeiders. Verdere ontwikkeling werd namelijk als te kostbaar gezien en Norilsk blijft daardoor tot op heden geïsoleerd van de rest van het land.

### Elektrificatie en passagierstreinen
In 1957 werd de eerste breedspoorlijn van Norilsk gedeeltelijk geëlektrificeerd. Tegelijkertijd begon voor Norilsk de periode van de elektrische spoorlijn: Op 12 september begon de eerste elektrische trein te rijden. Voor de elektrificatie werd een systeem met 3000V gelijkstroom gebruikt. Toen het vliegveld Alykel werd gebouwd, werd hierheen vanaf het station van het dorp Alykel ook een spoorlijn aangelegd (10 kilometer). In oktober 1967 werden de eerste goederentreinen naar het vliegveld ingesteld en op 22 november begon het personenvervoer over deze tak. Deze trein bestond in eerste instantie uit een locomotief met 2 rijtuigen die 5 keer per etmaal (24 uur) tussen het vliegveld en station Alykel reed. Vanaf station Alykel werden de passagiers verder vervoerd in elektrische treinen naar de stad van bestemming. In het voorjaar van 1968 was ook deze lijn geëlektrificeerd, waardoor Norilsk een directe verbinding kreeg met het vliegveld. Het suburbane transport van Norilsk had in die tijd een van de hoogste volumes aan passagiers van de Sovjet-Unie. 

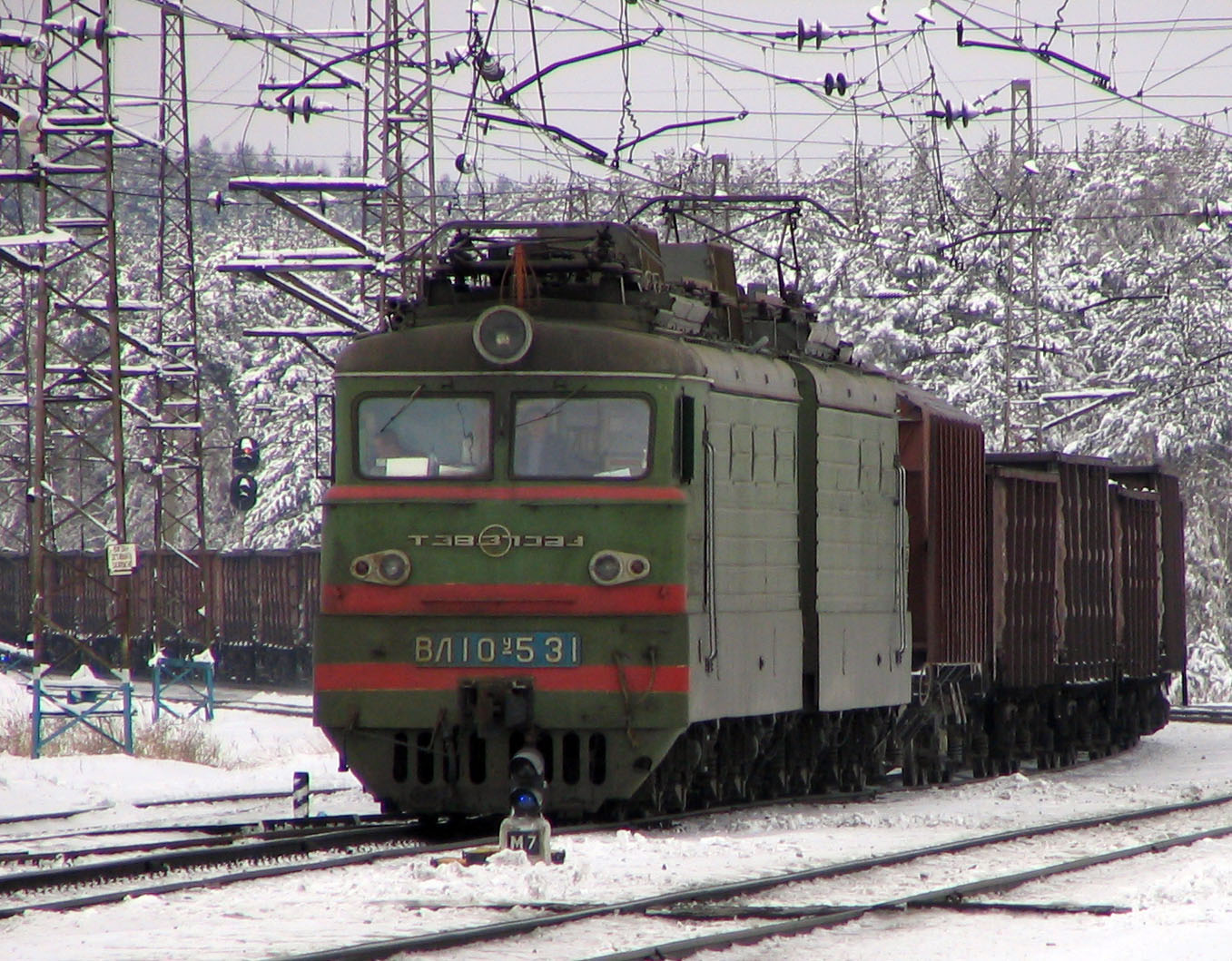
VL10ln in de Zuidelijke Oeral. Een variant hiervan werd gebruikt op de Norilskspoorlijn

In de zomer van 1969 had de Norilskspoorlijn al 96 locomotieven en 1490 goederenwagons. In hetzelfde jaar arriveerden 5 elektrische TEM2-diesellocomotieven uit Leningrad. Begin 1983 waren er 22 elektrische treinstellen. Hiervan waren er 8 ER2's. De daaropvolgende jaren kwamen meer ER2's en ook ER1's (die daarvoor al jarenlang voor de Russische spoorwegen hadden gereden) naar Norilsk. Er kwamen ook nieuwe locomotieven van de typen VL10N (elektrische VL10-locomotieven met een speciale "Norilsk"modificatie) en de dieselaangedreven 2TE116.

### Het einde van het personenvervoer
Na 1991, het jaar waarop de spoorlijn haar hoogtepunt bereikte, veranderden de omstandigheden rond Norilsk en het treinvervoer doordat de Sovjet-Unie uit elkaar viel en daarmee de hele planeconomie. De industrie in Rusland stortte in en ook het kombinaat van Norilsk werd zwaar getroffen. Dit had directe consequenties voor de spoorlijnverbindingen van de Norilskspoorlijn. In de jaren 90 verdwenen daarop in een chaotische periode een voor een de passagiersverbindingen en werden de bewoners van de steden plotseling gedwongen om de bus te nemen. Na de privatisering van het kombinaat van Norilsk werd de positie van de spoorlijn catastrofaal. Doordat voor de eigenaren alleen winst van belang was – wel het liefst zo veel en zo snel mogelijk –, waren de passagiers gedwongen om de consequenties te aanvaarden. Hoewel de inwoners van Kajerkan, Talnach en Norilsk zich in overwegende meerderheid uitspraken voor het behoud van de passagierslijnen, waren de eigenaren van Norilsk Nikkel niet geneigd tot het steken van veel geld in passagiersverbindingen en in 1996 was het passagierstransport bijna volledig verdwenen.
Alleen in de winter reden er nog passagierstreinen tussen Norilsk en het vliegveld Alykel en tussen het vliegveld en Doedinka. In de zomer zijn de wegen hiertussen namelijk beter begaanbaar en kan het verkeer niet onverwachts vast komen te zitten door sneeuwstormen. Maar het management van het bedrijf Norilsk Nikkel ging nog verder: in 1998 werd al het passagierstransport stopgezet en werden de inwoners van de steden ook in de winter afhankelijk van de autowegen. Ook besloot het management van Norilsk Nikkel dat op de spoorlijnen beter dieseltreinen zouden kunnen gaan rijden dan elektrische treinen. De secties met de oudste bovenleidingen (40 tot 50 jaar oud) moesten namelijk worden aangepast en het management zag niet de noodzaak om dit te bekostigen en koos daarom voor het verwijderen van alle bovenleidingen en tot de verkoop van het merendeel van de elektrische treinstellen en locomotieven. 32 elektrische treinstellen van de typen ER2 en ER2T en onderdelen van locomotieven werden verkocht aan de Sverdlovskspoorlijn in september 1999. De rijtuigen werden aangepast en gerepareerd en worden nu gebruikt voor de spoorlijnen in de buitenwijken van Perm.

## Huidige situatie
De spoorlijn wordt momenteel alleen gebruikt voor het vervoer van de delfstoffen (nikkel, kobalt, koper en andere non-ferrometalen) van de mijnen naar de concentratorfabrieken en verder naar de havens van Doedinka en voor het vervoeren van de benodigde middelen naar de mijnen. De spoorlijn vormt een van de belangrijkste onderdelen van Norilsk Nikkel. De spoorlijn wordt het hele jaar door 24 uur per dag gebruikt zonder onderbrekingen.
In 2001 telde de spoorlijn 2.500 goederenwagons, ten minste 100 locomotieven (vooral TEM2, TEM7A en 2TE116), 30 stations en 217 kunstwerken (vooral bruggen en viaducten). In dat jaar transporteerde Norilsk Nikkel 15 miljoen ton aan delfstoffen, wat neerkomt op 80% van al het vrachttransport in de regio van Norilsk. Er werkten toen 1850 mensen voor de spoorlijn.
Nieuw spoorwegmateriaal wordt normaal gesproken geïmporteerd vanuit Krasnojarsk via de Jenisej. In 2001 werden twee korte nieuwe trajecten aangelegd. Een vanaf de gigantische Komsomolskimijn bij Talnach naar de nieuwe mijn Skalitsty ten noorden van Talnach en een op het terrein van de metallurgische fabriek Nadezjdinsk bij Kajerkan.

## Noordelijkste spoorlijn ter wereld
De Norilskspoorlijn wordt ook wel de "noordelijkste spoorlijn ter wereld" genoemd. Eerder waren er echter nog noordelijker gelegen Russische spoorlijnen op Spitsbergen en rond de Nordvikbaai, maar deze werden later gesloten. Het noordelijkste stuk spoorlijn in Rusland ligt echter bij het station Petsjenga aan de Oktoberspoorlijn in de oblast Moermansk (69°36'48" NB). De Norilskspoorlijn heeft zijn noordelijkste punt op 69°32'35" NB op het traject dat leidt naar de Skalitstymijn.